# Костел Воздвиження Святого Хреста (Ушомир)
Косте́л Воздви́ження Чесно́го Хреста́ Римо-католицької церкви в Україні був збудований у 1767 році в Ушомирі Коростенського району Житомирської області та проіснував до 1940-х років. Нині в ньому розміщується Пугачівський дитячий будинок-інтернат для дітей з важкими вадами розвитку (зараз — село Березневе Коростенського району). В ушомирській парафії діяли каплиці у Білці, Пісках, Лісівщині, Холосному, Злобичах, Стремигороді та Ушомирі.

## Історія

### Будівництво
Костел в Ушомирі разом із дерев'яним монастирем ордену кармелітів було побудовано у 1767 р. коштом шляхетської родини Дубравських.
Ушомирський костел отримав значні пожертви від шляхтичів Дубравських і Богушів.

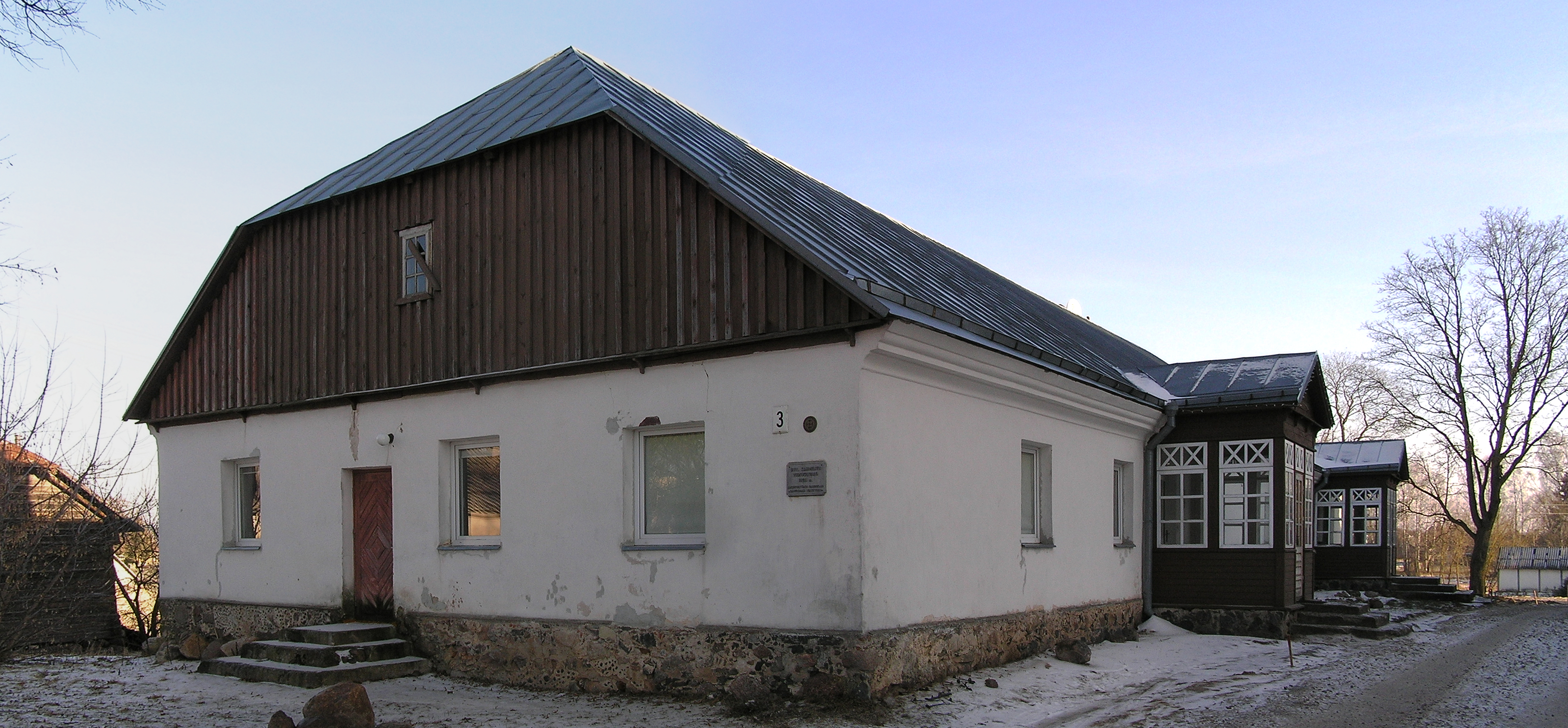
Приклад будівлі монастиря кармелітів в Помпянах, Литва

Так, 2 січня 1767 р. Антоніна з Богушів Дубравська записала на костел 18000 злотих. Також на костел пожертвувала кошти Анна-Домініка Дубравська — 12000 злотих.
Її брат — Юзеф Дубравський записав на костел 10000 злотих.
У 1888 р. ушомирський костел мав проблеми з технічним станом приміщення, внаслідок чого під керівництвом ксьондза Шпілевського було проведено ремонтні роботи на суму 2365 руб..

### Релігійне життя
На початку XIX ст. ушомирський костел мав двох слуг. Тоді пріором в Ушомирі був Цирил Криліньський. Після нього, до 1815 р. — Цирил Заблоцький, у 1816—1818 р. — Фелікс Наркєвіч, йому допомагав молодий каплан Станіслав Єрузальський.

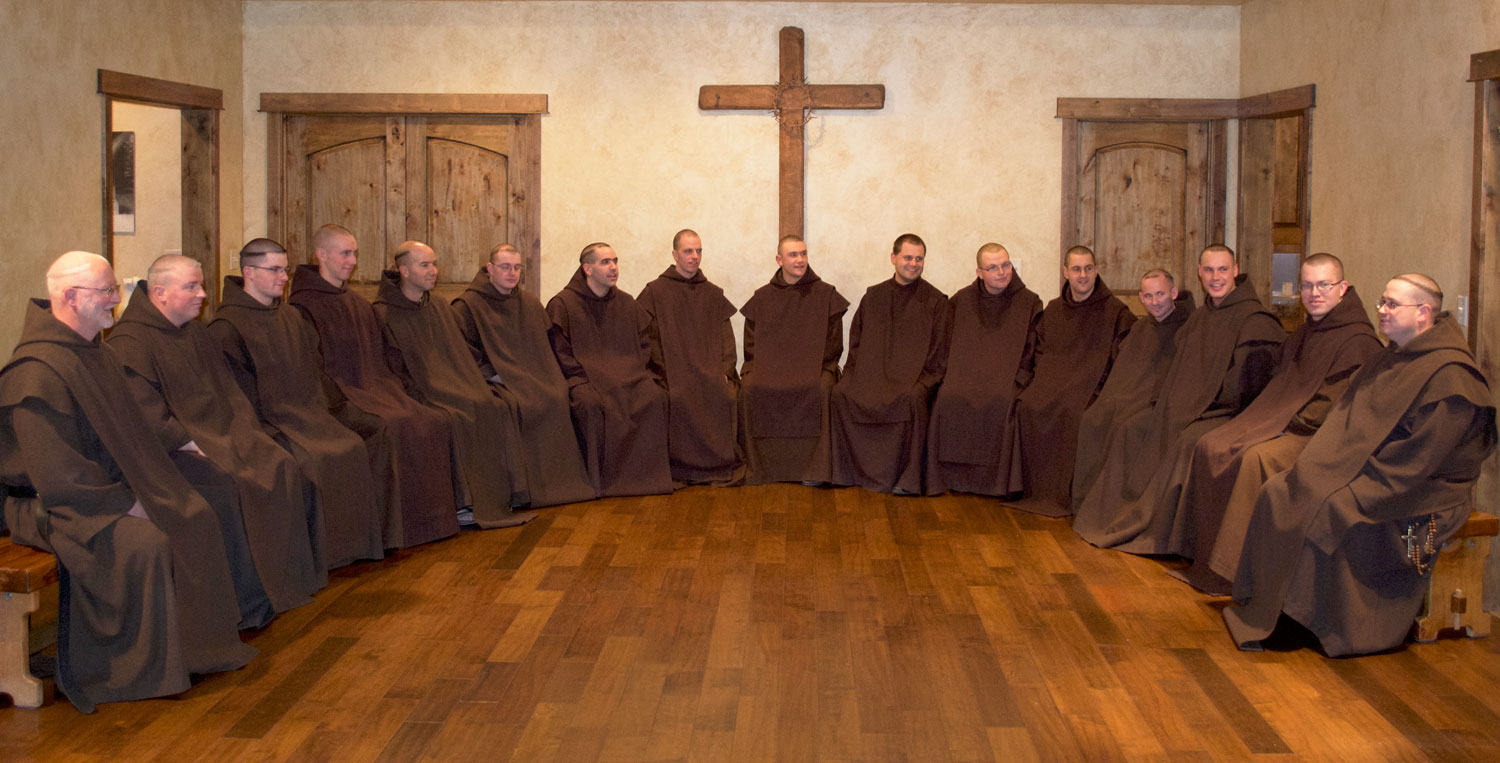
Брати кармеліти

У 1820-х рр. вікаріями в Ушомирі були Корнелій Кординовіч, Вацлав Борисовіч. У 1825 р. на посаду пріора в Ушомирі обрали Едварда Ландебурського, а проповідником — Рафала Янковського. Через три роки їх замістили Гіполіт Григалевіч та Граціян Камєньський.
Між ксьондзами та парафіянами інколи виникали конфліктні ситуації. Наприклад, у 1882 р. громада ушомирського костелу подала прохання в канцелярію Луцько-Житомирської дієцезії, щоб ксьондзом на їхню парафію призначили Петра-Павла Андрушкевича.
Колишній ушомирський священник Людвік Козловський, який був на цій посаді 18 років, за його ж словами, був хворим і у нього щоденно траплялися напади. Як писали парафіяни «з цього приводу не було ніякого радіння біля Хреста Господнього, всі приношення, вживалися Козловським на лікування своєї хвороби та утримання значного сімейства».
Після того як Л. Козловський вилікувався, він став обкладати парафіян різними податками. Як результат, багато членів громади були не в змозі задовольнити його жадібність, тому протягом року, а дехто й більше, не сповідалися. Як писали парафіяни: «Нарешті, видимо з милосердя Божого, Козловського перемістили в м. Житомир». На ушомирську парафію призначили ксьондзом П. Андрушкевича. Але невдовзі з‟явилася інформація, що і його на цій посаді має замінити ієромонах Клеменс Романовський, адміністратор олевського костелу. Парафіяни з цього приводу писали: «На нашу парафію зійшла благодать Божа, так як кс. Андрушкевич своєю працелюбністю проявив уже успіхи як біля Храму Божого, так рівно й у виконанні різних треб в парафії та словом сказати, зняв з нас іго Козловського».
Громада виступала проти кандидатури К. Романовського, зазначавши, що не хоче «вдруге попадатися у кігті жадібного коршуна». Проте прохання громади не було враховано, К. Романовського призначили на ушомирську парафію, а П. Андрушкевича — адміністратором олевського костелу.
Остаточно структура римо-католицької церкви на півночі Житомирщини сформувалася у 1777 р., з офіційним створенням Овруцького деканату.
Деканат входив до складу Луцько-Житомирської дієцезії та охоплював Овруцький і частину Житомирського повітів Волинської губернії. Він складався з шести парафій (плебаній) з центрами в Овручі, Веледниках, Олевську, Народичах, Ушомирі з філією в Ягоденці, Топорищі.
Парафія ушомирського костелу Воздвиження Святого Хреста охоплювала 115 населених пунктів..
Римо-католицьке населення краю проживало переважно у сільській місцевості, тому в населених пунктах, де функціонували костели, частка католиків була незначною. У 1865 р. в Ушомирі римо-католиків налічувалося 23 особа. Ушомирська парафія налічувала 4302 вірянина.

### Участь у польських національно-визвольних змаганнях

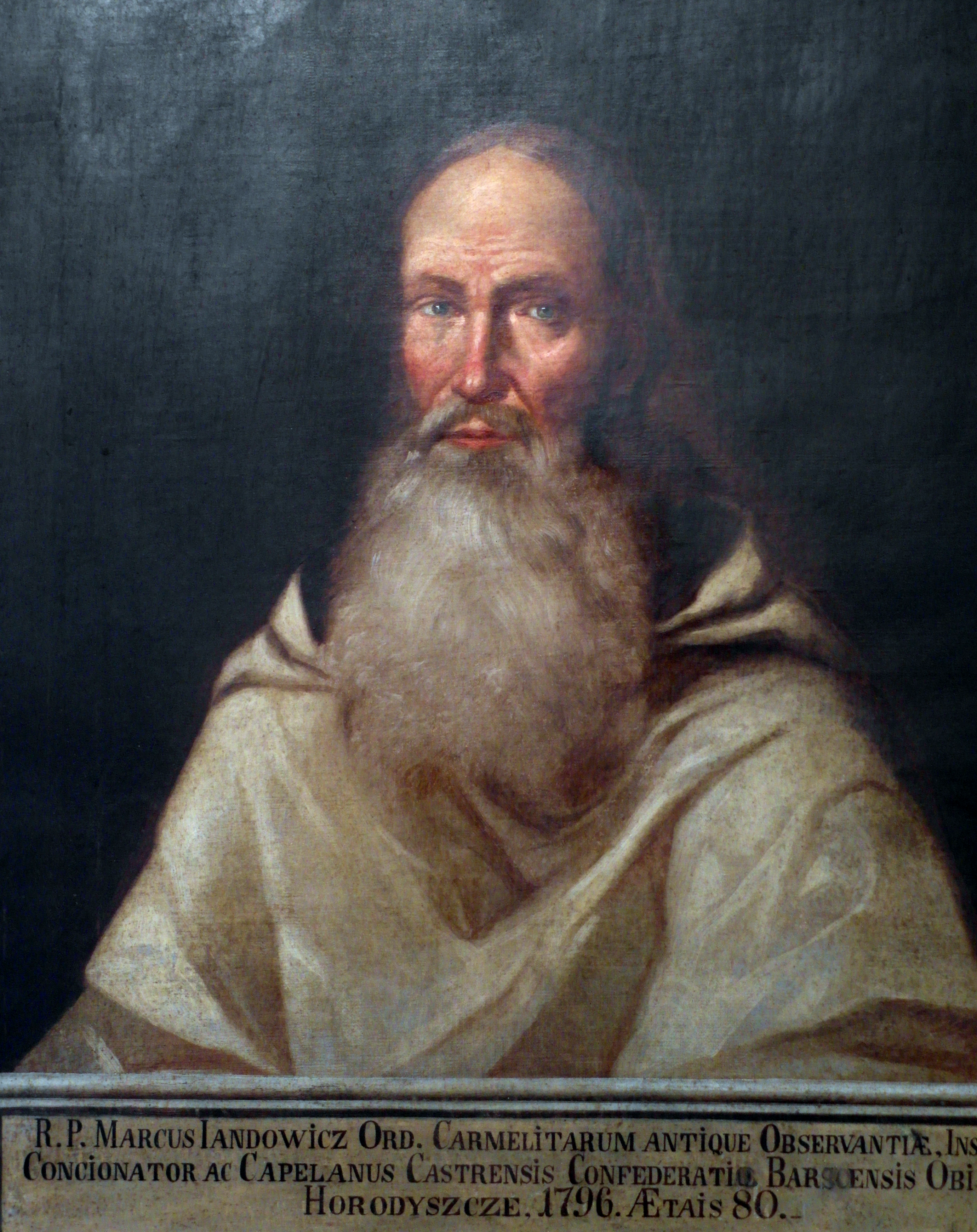
Кармеліт Маркус Яндолович, капелан конфедератів барських

Місцеві римо-католики були справжніми патріотами Польщі та намагалися підтримувати національно-визвольні змагання польського народу. Так, у 1794 р. в Ушомирі ксьондзом був Марек Яндолович зі Львова — одіозний католицький діяч, якого російська влада вважала опальним та небезпечним для цілісності Російської імперії. Кармеліт М. Яндолович був духовним лідером та проповідником Барської конфедерації на Поділлі. Походив з львівської міщанської родини. У конфедерації М. Яндоловича вважали за пророка. На початку 1790-х рр. створив фундуш для монастиря кармелітів в Ушомирі. Марек Яндолович розпалював патріотичні та релігійно-містичні почуття. Його вважали за чудотворця, натхненного Богом проповідника, «бо щось у ньому було такого, що ніхто не сумнівався, що ця свята людина розмовляла з Богом». Шляхтичі фанатично вірили в усі його пророцтва, чудотворні дії (в битвах кулі його оминали, розмовляв із Богом, відводив блискавки).
Служіння М. Яндоловича в Ушомирі пов'язано з непересічною подією, головна роль в якій належить видатному польському військовому Юзефу Копечу. Почав службу він ще у 1774 р. в II кавалерійській бригаді військ Великого князівства Литовського. Копеч присягнув на вірність імператриці Катерині II та разом з іншими солдатами увійшов до складу російського війська. Але невдовзі почав готувати повстання проти Росії. В ході повстання Т. Костюшка став на його сторону.
Ю. Копеч у своєму щоденнику згадував, що коли він з військом прибув до Ушомира (квітень 1794 р.), вони попросили о. Марека Яндоловича їх благословити. І, не дивлячись на хворобу, отець о другій годині ночі вийшов до військових. Ксьондз освятив солдат і сказав, що вони воюють в ім'я Бога. Ю. Копеч був дуже схвильований і задоволений зустріччю з о. Мареком, адже його слова утвердили військових у думці, що їхня боротьба є волею небес. Т. Костюшко цінував військовий хист Ю. Копеча, призначив його віце-бригадиром та подарував золотий перстень. Копеч відзначився при обороні Варшави, але під Мацеєвичами був пораний та потрапив у полон. Указом Катерини II був засуджений до заслання на Камчатку, де написав «Щоденник подорожі Юзефа Копеча через усю Азію, до порту в Охотську, потім по океану через Курильські острови до Нижньої Камчатки, а звідти назад до того ж порту на собаках і оленях», який став першим польськомовним описом Камчатки.

### У радянський період
У 1934—1935 роках настоятелем костелу в Ушомирі був отець Роман Янковський, який багато років переслідувався як поляк і як церковний служитель каральними органами радянської влади.
Костел проіснував до 1940-х років.

### Сучасність
В Державному архіві Житомирської області зберігається частина метричних книг ушомирського костелу за період 1830—1916.

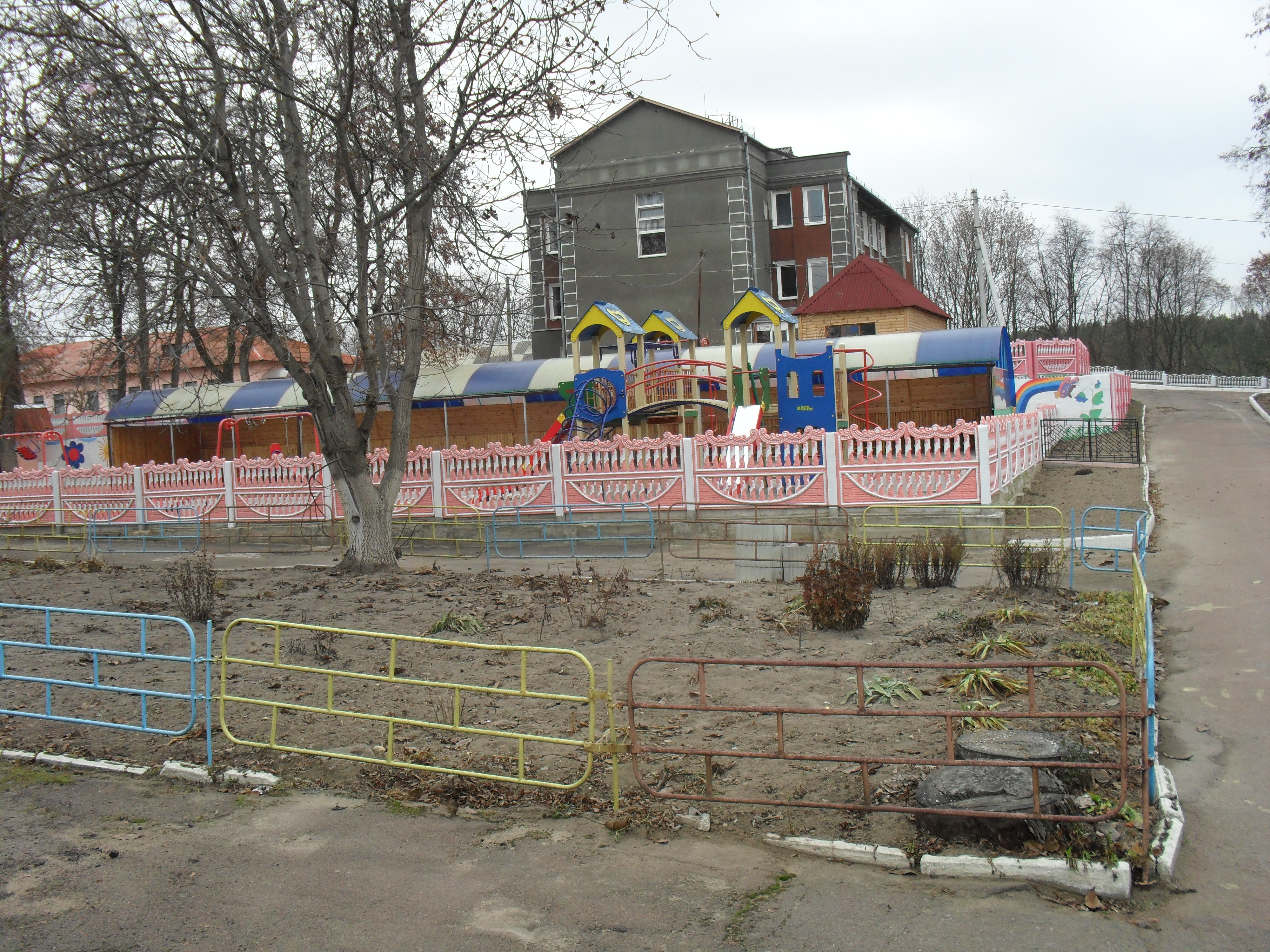
Загальний вигляд колишнього костелу
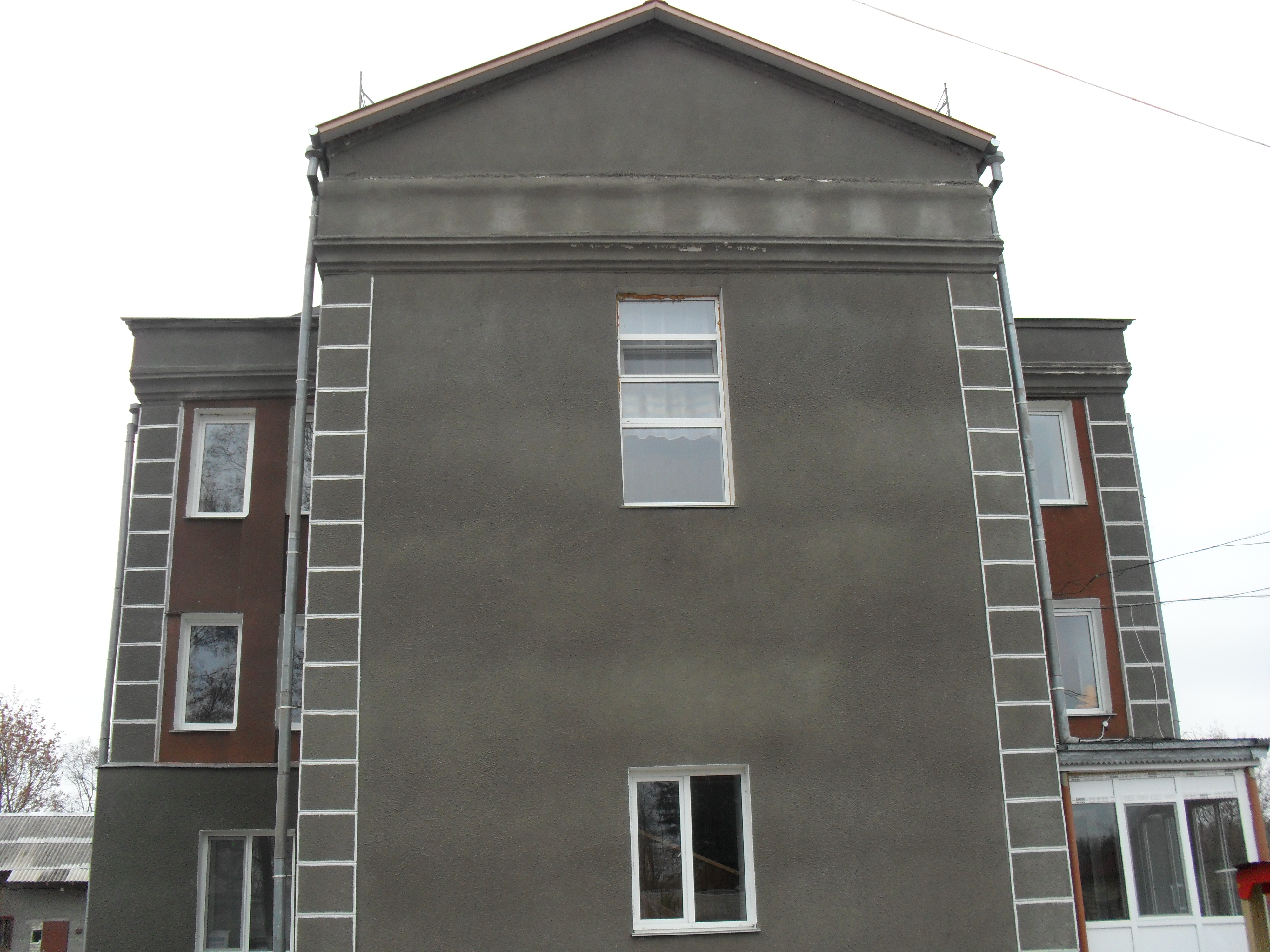
Фасад храму
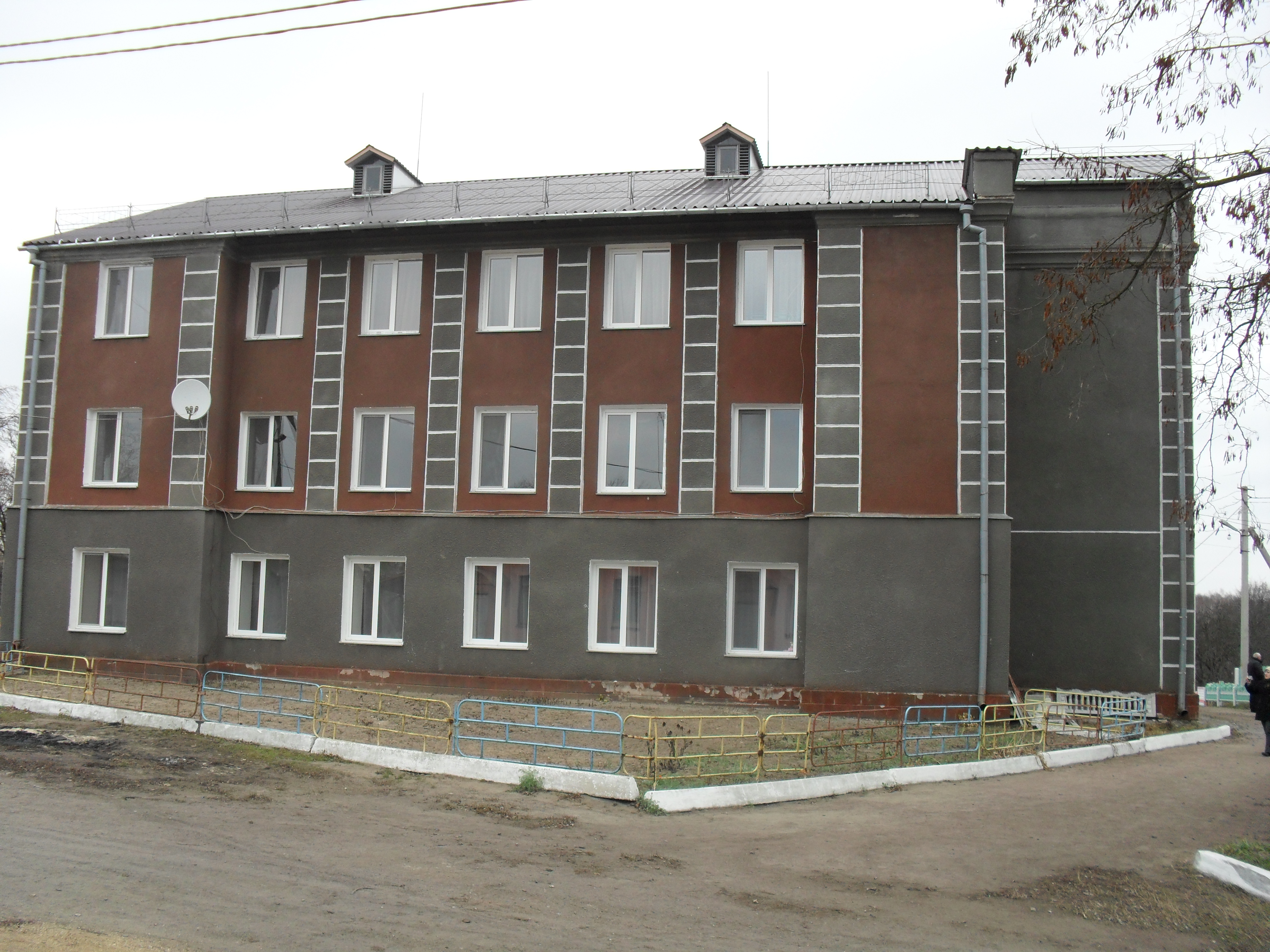
Західна сторона
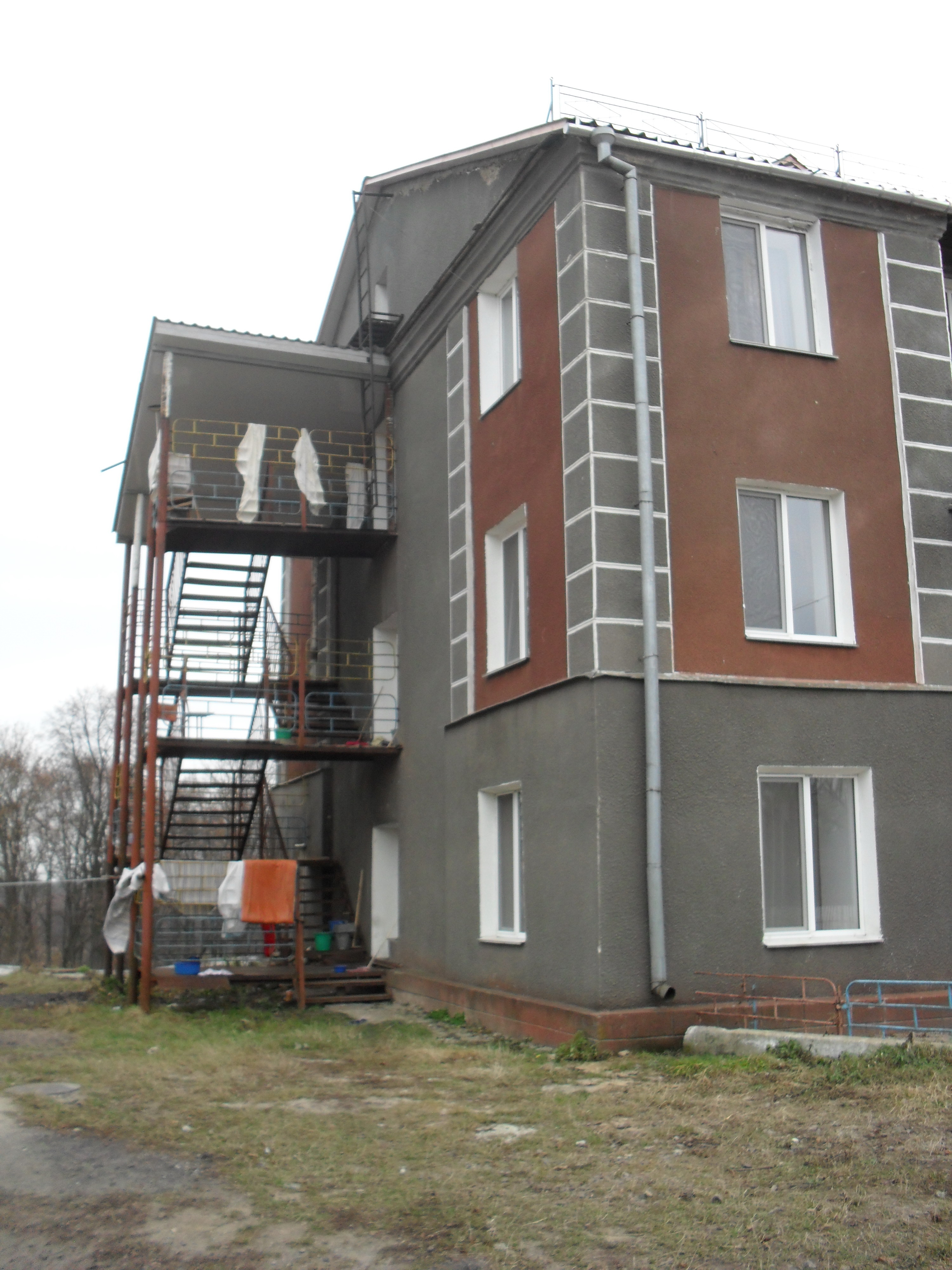
Тильний бік